# Collezione (Nomadi)
Collezione è una raccolta dei Nomadi pubblicata nel 1976 dalla EMI.

## Tracce
1. Un autunno insieme e poi
2. Un pugno di sabbia
3. Suoni
4. Io vagabondo
5. Quanti anni ho?
6. Crescerai
7. Mamma giustizia
8. Voglio ridere
9. Ieri sera sognavo di te
10. Tutto a posto
11. Gordon
12. Quasi quasi

## Formazione
- Augusto Daolio - voce
- Beppe Carletti - tastiera
- Chris Dennis - chitarra
- Umberto Maggi - basso
- Paolo Lancellotti - batteria